# French Open 2008
French Open 2008 afholdes mellem 25. maj og 8. juni i Paris. French Open er en Grand Slam-turnering i tennis på grus og bliver spillet på Stade Roland Garros.
Den eneste danske deltager var Caroline Wozniacki, der i damesingle blev slået ud i tredje runde af Ana Ivanovic. I både damedouble og mixed double tabte Wozniacki i første runde.
Rafael Nadal og Ana Ivanović blev vinder af turuneringen i henholdsvis herre- og damesingle.

## Herresingle

### Kvartfinaler
| Dato    | Kvartfinaler                      | Resultat | Sæt                |
| ------- | --------------------------------- | -------- | ------------------ |
| 4. juni | Roger Federer – Fernando Gonzalez | 3 – 1    | 2-6, 6-2, 6-3, 6-4 |
| 4. juni | Gaël Monfils – David Ferrer       | 3 – 1    | 6-3, 3-6, 6-3, 6-1 |
| 3. juni | Novak Djokovic – Ernests Gulbis   | 3 – 0    | 7-5, 7-6, 7-5      |
| 3. juni | Rafael Nadal – Nicolas Almagro    | 3 – 0    | 6-1, 6-1, 6-1      |

### Semifinaler
| Dato    | Semifinaler                   | Resultat | Sæt                |
| ------- | ----------------------------- | -------- | ------------------ |
| 6. juni | Roger Federer – Gaël Monfils  | 3-1      | 6-2, 5-7, 6-3, 7-5 |
| 6. juni | Rafael Nadal – Novak Djokovic | 3-0      | 6-2, 6-2, 7-6      |

### Finale
| Dato    | Finale                       | Resultat | Sæt           |
| ------- | ---------------------------- | -------- | ------------- |
| 8. juni | Rafael Nadal – Roger Federer | 3 – 0    | 6-1, 6-3, 6-0 |

## Damesingle

### Kvartfinaler
| Dato    | Kvartfinaler                           | Resultat | Sæt           |
| ------- | -------------------------------------- | -------- | ------------- |
| 4. juni | Dinara Safina – Jelena Dementjeva      | 2 – 1    | 4-6, 7-6, 6-0 |
| 4. juni | Svetlana Kuznetsova – Kaia Kanepi      | 2 – 0    | 7-5, 6-2      |
| 3. juni | Jelena Jankovic – Carla Suárez Navarro | 2 – 0    | 6-3, 6-2      |
| 3. juni | Ana Ivanović – Patty Schnyder          | 2 – 0    | 6-3, 6-2      |

### Semifinaler
| Dato    | Semifinaler                         | Resultat | Sæt           |
| ------- | ----------------------------------- | -------- | ------------- |
| 5. juni | Dinara Safina – Svetlana Kuznetsova | 2 – 0    | 6-3, 6-2      |
| 5. juni | Ana Ivanović – Jelena Jankovic      | 2 – 1    | 6-4, 3-6, 6-4 |

### Finale
| Dato    | Finale                       | Resultat | Sæt      |
| ------- | ---------------------------- | -------- | -------- |
| 7. juni | Ana Ivanović – Dinara Safina | 2-0      | 6-4, 6-3 |